# Gare de Saint-Laurent-de-Cerdans
La gare de Saint-Laurent-de-Cerdans est une gare ferroviaire française, fermée, de la ligne d'Arles-sur-Tech à Prats-de-Mollo, située sur le territoire de la commune de Saint-Laurent-de-Cerdans, dans le département des Pyrénées-Orientales, en région administrative Occitanie.
Elle est mise en service en 1913 par la Compagnie des chemins de fer des Pyrénées-Orientales (CFPO) et fermée au service des voyageurs en 1937 par la CFPO.

## Situation ferroviaire
Établie à 668 mètres d'altitude, la gare de Saint-Laurent-de-Cerdans est située à l’aboutissement de l'embranchement de Saint-Laurent de la ligne d'Arles-sur-Tech à Prats-de-Mollo, après la gare de La Forge del Mitg.

## Histoire
La gare de Saint-Laurent-de-Cerdans est mise en service le 1er août 1913 par la Compagnie des chemins de fer des Pyrénées-Orientales (CFPO), lorsqu'elle ouvre à l'exploitation la ligne d'Arles-sur-Tech à Prats-de-Mollo.
Cette gare est fermée le 1er juin 1937 lors de la fermeture de la ligne par CFPO.

## Patrimoine ferroviaire
En septembre 2008, le bâtiment de la gare est toujours présent est reconvertie en arrêt de bus.